# 마린스키 극장

마린스키 극장

마린스키 극장(러시아어: Мариинский театр 마린스키 테아트르[*], 문화어: 마리인스끼극장)은 러시아 상트페테르부르크의 역사적인 오페라, 발레 극장으로 러시아에서 모스크바의 볼쇼이 극장과 비교되는 세계 최정상급 오페라 발레극장이다. 과거의 이름은 “황실 마린스키 극장”(1860년 ~ 1920년), 러시아 혁명 이후 “국립 오페라와 발레 아카데미”(1920년 ~ 1935년), 세르게이 키로프의 이름을 따서 “키로프 오페라와 발레 아키데미 극장”(약칭 키로프 극장)이라 불렸다.(1935년 ~ 1992년) 마린스키 극장의 이름은 알렉산드르 2세의 부인이던 마리아 알렉산드로브나 황후(마리 폰 헤센다름슈타트 대공녀)의 이름을 따서 지어졌다. 1988년 유리 테미르카노프의 은퇴 이후, 세계적으로 유명한 지휘자인 발레리 게르기예프가 음악 감독으로 재직 중이다.

## 건물
레닌그라드의 극장광장에 있으며 현재의 건물이 건축된 것은 1860년이다. 좌석은 5층으로 되어 있으며 좌석수는 1,774개라고 하는데 청색과 백은색(白銀色)의 빛을 기조로 한 내부장식은 그 고아한 취미로 관객을 매혹한다. 이 같은 관객석의 색채와 분위기는 그대로 무대에까지 반영되어, 호화 찬란한 볼쇼이 극장과 구도(舊都)다운 기품에 넘친 키로프 극장의 우아한 무대는 매우 대조적이다. 특히 이 극장에서 자랑스럽게 여기고 있는 것은 2백여년의 역사와 전통에 빛나는 마린스키 발레단이다.

## 전통

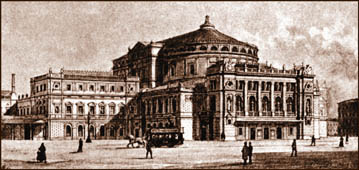
1890년대의 마린스키 극장의 모습

마린스키 극장에서 세계적으로 초연한 유명한 작품은 아래와 같다.
- 무소륵스키의 《보리스 고두노프》
- 림스키코르사코프의 《금계》
- 차이콥스키의 《스페이드의 여왕》
- 프로코피예프의 《로미오와 줄리엣》, 《신데렐라》
- 하차투리안의 《스파르타쿠스》

## 현재의 오페라단
- 안나 네트렙코
- 올가 보르디나

## 참고 문헌
- Krasovskaya V.M. Балет Ленинграда: Академический театр оперы и балета им. С.М. Кирова. Leningrad, 1961.
- Beauvert, Thierry. Opera Houses of the World, The Vendome Press, New York, 1995. ISBN 0-86565-978-8
- Allison, John (ed.), Great Opera Houses of the World, Supplement to Opera Magazine, London, 2003.